# Schlacht an der Unstrut
In der Schlacht an der Unstrut, auch Schlacht bei Runibergun oder Schlacht bei Burgscheidungen genannt, zu der es während der Herrschaft des Merowingerkönigs Theuderich I. kam, besiegten die Franken die Thüringer an der Unstrut. Als Jahr der Schlacht wird in der Regel das Jahr 531 genannt. Allerdings sind die Angaben zur Einordnung dieser Schlacht in der wichtigsten Quelle, den Zehn Büchern Fränkischer Geschichte von Gregor von Tours, unklar und verworren. Die meisten Fakten zu dieser Schlacht bleiben unklar bzw. unscharf; es ist nur sicher, dass es in der Zeit um 531 zu einem schicksalhaften Aufeinandertreffen kam, welches mit einer Niederlage der Thüringer endete und deren Bildung eines eigenständigen Königtums bzw. Stammesherzogtums ein Ende setzte. Zudem stellt dieses Ereignis eine Zäsur dar, da folgend die östlich der Saale gelegenen mitteldeutschen Gebiete von Slawen besiedelt worden sind.

## Ablauf der Schlacht
Die Franken zogen unter der Führung ihres Königs Theuderich I., den sein Sohn Theudebert I. und sein Halbbruder Chlothar I. begleiteten, gegen die Thüringer unter der Führung ihres Königs Herminafried. Gregor von Tours schreibt:
„Theuderich aber nahm seinen Bruder Chlothachar (Chlothar I.) und seinen Sohn Theudebert zu Hilfe mit sich und rückte ins Feld. Als die Franken nun herangezogen, stellten die Thüringer ihnen eine Falle. Auf dem Feld nämlich, wo gekämpft werden sollte, gruben sie Löcher, deren Öffnungen wurden mit dichtem Rasen bedeckt, so dass es eine ebene Fläche zu sein schien. In diese Löcher nun stürzten viele der fränkischen Reiter, als es zum Schlagen kam, und wurden schwer behindert. Nachdem man aber die List bemerkt hatte, fing man an, achtsam zu sein. Als aber die Thüringer sahen, dass sie großen Verlust erlitten, wandten sie, da auch ihr König Herminafrid schon die Flucht ergriffen hatte, den Rücken und kamen bis zur Unstrut. Dort wurden so viele Thüringer niedergemacht, dass das Bett des Flusses von der Masse der Leichname zugedämmt wurde und die Franken über sie, wie über eine Brücke, an das jenseitige Ufer zogen. Nach diesem Sieg nahmen diese sofort das Land in Besitz und brachten es unter ihre Botmäßigkeit.“
Die Thüringer hatten die getarnten Fallgruben wahrscheinlich angelegt, um Zeit zu gewinnen und Krieger aus den umliegenden Siedlungen zum Schlachtort zu bringen. Offenbar wurde Herminafrid von den heranrückenden Heeren erst kurz vorher informiert und hatte so nur wenig Zeit, ein Aufgebot an Kriegern zu stellen. Als die ersten thüringischen Krieger eintrafen, überließ er ihnen das Kommando und floh mit seiner Familie in Richtung Norden oder Osten in einen abgelegenen Teil des Reiches. Nachdem die zahlenmäßig überlegene Großmacht der Franken das Heer der Thüringer an der Unstrut besiegt hatte, zogen sie hinüber, nahmen das Land in Besitz und plünderten es. Ein dichterisches Echo der Ereignisse ist die Elegie De excidio Thuringiae (Über die Austilgung Thüringens) des Venantius Fortunatus. In den ersten 30 Versen des Gedichtes klagt die junge thüringische Königstochter Radegunde über die Zerstörung des thüringischen Königshofes, die sie wie einen zweiten Untergang Trojas schildert. Bis zum Jahr 534 konnte sich König Herminafried noch in einem wahrscheinlich östlich der Saale abgelegenen Gebiet behaupten, bis er von den Franken zu angeblichen Friedensverhandlungen nach Zülpich gelockt und ermordet wurde.
Widukind von Corvey (10. Jahrhundert) schrieb in seinen Sachsengeschichten, dass die Sachsen an der Schlacht beteiligt waren und nach der Vernichtung des Thüringer Reiches den Norden (Altmark bis zur Unstrut) bekamen, doch dies wird von der modernen Forschung teilweise bestritten.

## Ort der Schlacht

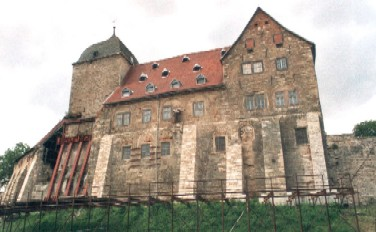
Die Runneburg

Gregor von Tours schrieb, dass die Franken die Thüringer in einer Schlacht an der „Onestrudis“ (Unstrut) besiegten. Widukind nannte genauere Ortsangaben; bei „Runibergun“ (vermutlich die Runneburg) und bei der angeblichen Burg Herminafrieds „Scithingi“, dem heutigen Burgscheidungen, soll die Schlacht stattgefunden haben. Da Widukind diese Orte in seinen Sachsengeschichten erst etwa 450 Jahre später niederschrieb, werden sie von der Forschung angezweifelt. Außerdem lieferten Ausgrabungen des Hallenser Archäologen Berthold Schmidt in Burgscheidungen in den 1960/70er Jahren und die von Thomas Stolle in der Runneburg in Weißensee keine Anhaltspunkte. Kein Fund wurde auf das 6. Jahrhundert datiert.
Neben diesen Orten wurden auch Ronnenberg in Niedersachsen, die Ruhnsburg an der westlichen Hainleite und die Ronneberge westlich des Schloss Vitzenburg bei Zingst in Betracht gezogen. Bis heute konnte kein Ort mit Sicherheit der Schlacht von Runibergun zugeordnet werden.

## Folgen der Schlacht
Nach dem Tod Herminafrieds gingen seine Ehefrau Amalaberga und sein Sohn Amalafrid ins Exil nach Italien, ins ostgotische Reich der Amaler. Die Franken konnten so das Reich der Thüringer einnehmen und in ihr Reich eingliedern. Es gehörte damit zum Reich von Metz, dem Gebiet Theuderichs I. und Vorgängerreich von Austrasien, obwohl sein Bruder Chlothar I. durch die Heirat mit Radegunde – der Tochter Berthachars, eines Bruders Herminafrieds – als legitimer Herrscher galt. Dies führte zum Streit zwischen den Brüdern, ein Mordanschlag Theuderichs auf Chlothar schlug fehl. Nach dem Tod Theuderichs im Jahr 533 konnte dessen Sohn Theudebert – trotz eines versuchten Mordanschlags auf ihn, veranlasst von Chlothar – König seines Teilreiches bleiben. Erst im Jahr 555, nach dem Tod seines Sohnes Theudebald, konnte Chlothar ganz Austrasien (das Reichsgebiet Theuderichs, Theudeberts und Theudebalds) und damit auch das eingenommene Reich der Thüringer in sein Reich eingliedern.
Die Franken konnten nur das Gebiet zwischen Harz und Main halten, der Norden wurde von den Sachsen besiedelt, die den Franken dafür angeblich jährlich 100 Rinder als Pfand gaben, um in diesem Gebiet siedeln zu dürfen. Den dünn besiedelten Osten und Süden konnten die Franken nicht halten, er wurde von slawischen beziehungsweise böhmischen Stämmen besiedelt. Die Thüringer mussten den Franken jährlich einen Zins von 500 Schweinen zahlen. Der Schweinezins bestand bis 1002. Im Jahr 630 gründete König Dagobert I. zur besseren Kontrolle und zur besseren Abwehr gegen Einfälle der Slawen ein Herzogtum in Thüringen. Die Thüringer unternahmen viele Aufstände gegen die Franken, der bekannteste ist der Hardrad-Aufstand in der Zeit Karls des Großen.
Die Zerstörung der Dynastie der Thüringer und die Folgen werden auch im Klagelied der Radegunde des Venantius Fortunatus (um 600) erwähnt.